# 马祖镇
马祖镇，是中国四川省什邡市的一个镇，位于什邡市区以北6公里。
马祖镇原名两路口镇，2007年，为纪念出生于该镇的佛教洪州宗创始人，唐朝著名禅师马道一而改为现名。马祖镇北接灵杰镇，南接元石镇；西与南泉镇、师古镇接壤，东和双盛镇相邻，总面积23.89平方公里，下辖14个行政村、1个居委会，人口26375人（2000年）。
2019年12月，撤销双盛镇，将其所属行政区域划归马祖镇管辖。

## 行政区划
现辖：
场镇社区、静安村、白沙泉村、邓通村、马高桥村、东岳村、马祖村和复兴村。